# Ulvsundadepån

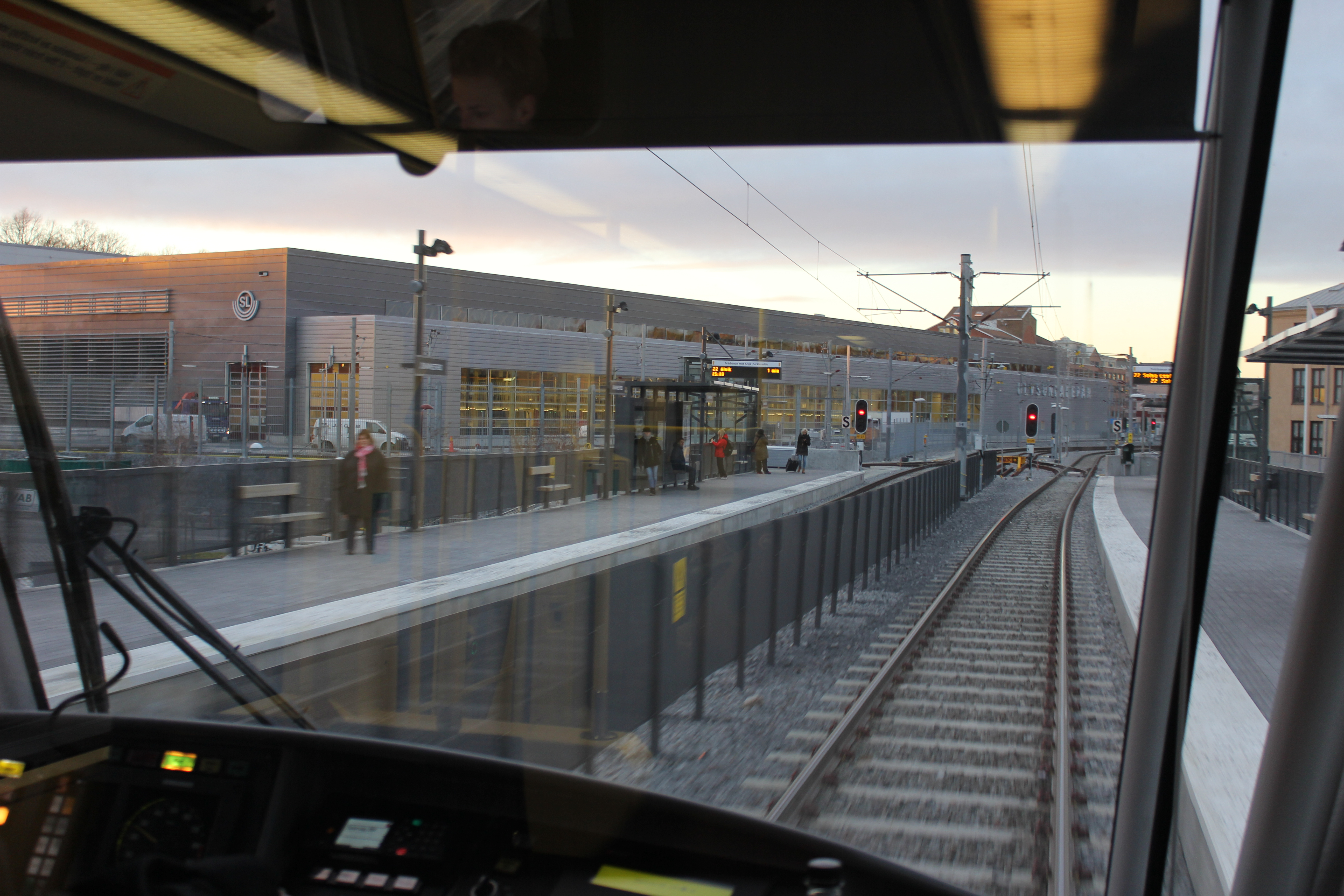
Ulvsundadepån söderifrån

Ulvsundadepån är en spårvagnsdepå i stadsdelen Ulvsunda i Västerort inom Stockholms kommun. Den ligger i anslutning till hållplatsen Johannesfred på Tvärbanan. Depån blev klar 2014 och ersatte då delvis Brommadepån från 1944. En befintlig byggnad intill depån köptes upp av SL, för att inrymma trafikledningscentral och personallokaler för Tvärbanan och Nockebybanan. Anläggningen inrymmer uppställningshall och verkstad för 60 ledspårvagnar.
Trafikledningscentralen togs i bruk i september 2013 och depån överlämnades till SL i april 2014. Först i maj 2016 överflyttades verkstad och huvuddelen av vagnparken från Brommadepån.[källa behövs]